# Випала

Випала

Випала — квадратная эмблема, которая используется в качестве флага некоторых народов, проживающих в Андах (Перу, Боливия, Чили, Эквадор, северо-запад Аргентины и юг Колумбии).
Випала состоит из квадратов 7 × 7 из семи цветов, расположенных по диагонали.

Флаг Куско

Випалу часто путают с флагом Куско.

## История

### Доколумбовская эпоха
Самый старый сохранившийся образец випалы был найден на мешке для коки в городе Тиуанако (1580 г. до н. э. — 1187 г. н. э.).
В Музее мировой культуры (Гётеборг, Швеция) находится випала, датированная с помощью радиоуглеродного анализа XI веком. Она тоже из Тиуанако и является частью коллекции могилы знахаря из народа калавайя.

### Колониальный период
Лопес де Херес писал в 1534 году: 

Все они пришли, разделившись на отряды, со своими знамёнами и командирами, с таким же порядком, как и туркиОригинальный текст (исп.)todos venían repartidos en sus escuadras con sus banderas y capitanes que los mandan, con tanto concierto como turcos
— Лопес де Херес, Verdadera relacion de la conquista del Peru y provincia de Cuzco (1534)
Летописец XVII века Бернабе Кобо писал:

Гуйон, или королевский штандарт, представлял собой маленькое квадратное знамя длиной примерно в 10-12 ладоней, сделанное из хлопка или шерсти, которое несли наверху длинного флагштока, и поскольку оно была жёстким и натянутым, то не развевалось в воздухе; каждый король рисовал на знамени своё оружие и эмблемы; потому что каждый [король] выбирал разные [рисунки на своем знамени], хотя на тех, что были распространены у инков, была радуга.Оригинальный текст (исп.)el guión o estandarte real era una banderilla cuadrada y pequeña, de diez o doce palmos de ruedo, hecha de lienzo de algodón o de lana, iba puesta en el remate de una asta larga, tendida y tiesa, sin que ondease al aire, y en ella pintaba cada rey sus armas y divisas, porque cada uno las escogía diferentes, aunque las generales de los Incas eran el arco celeste.
— Бернабе Кобо, Historia del Nuevo Mundo (1653)
В книге Гуаманы Помы «El primer nueva corónica y buen gobierno» 1615 года представлены многочисленные схематичные рисунки инкских флагов.

## Значение цветов
Семь цветов випалы означают цвета радуги. Но согласно катаризму (политическое движение в Боливии) значения цветов следующие:
- Красный: Земля и человек Анд;
- Оранжевый: общество и культура;
- Жёлтый: энергия и сила;
- Белый: время и перемены;
- Зелёный: природные ресурсы и богатство;
- Синий: космос;
- Фиолетовый: андское правительство и самоопределение.

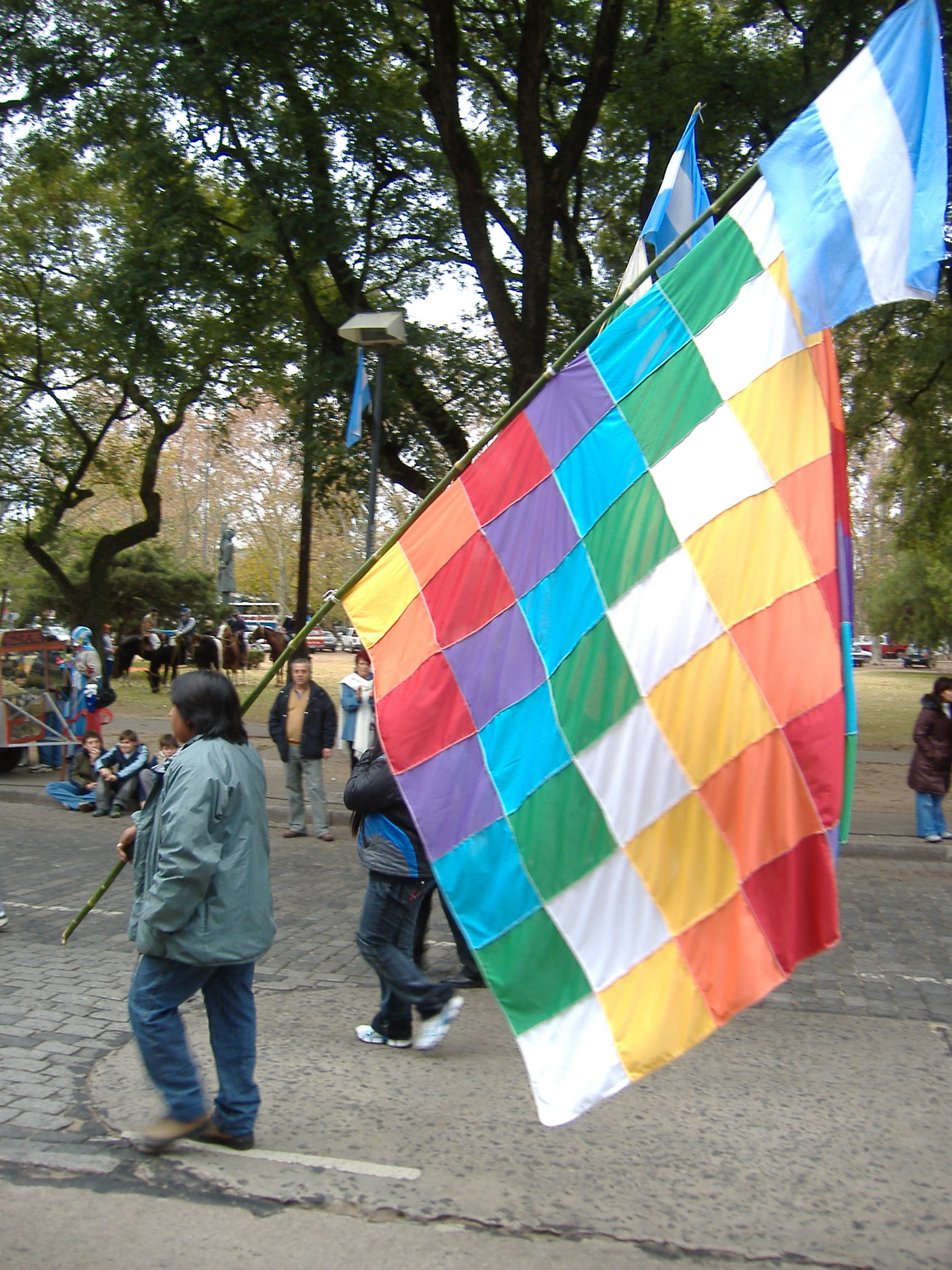
Человек с випалой на параде в День флага, Росарио, Аргентина

## Общественные движения в Эквадоре
В Эквадоре випалу соотносят с общественными движениями коренных народов, в основном с CONAIE (Конфедерация коренных народов Эквадора). Также она используется политическим движением Пачакутик.

## Випала в Боливии

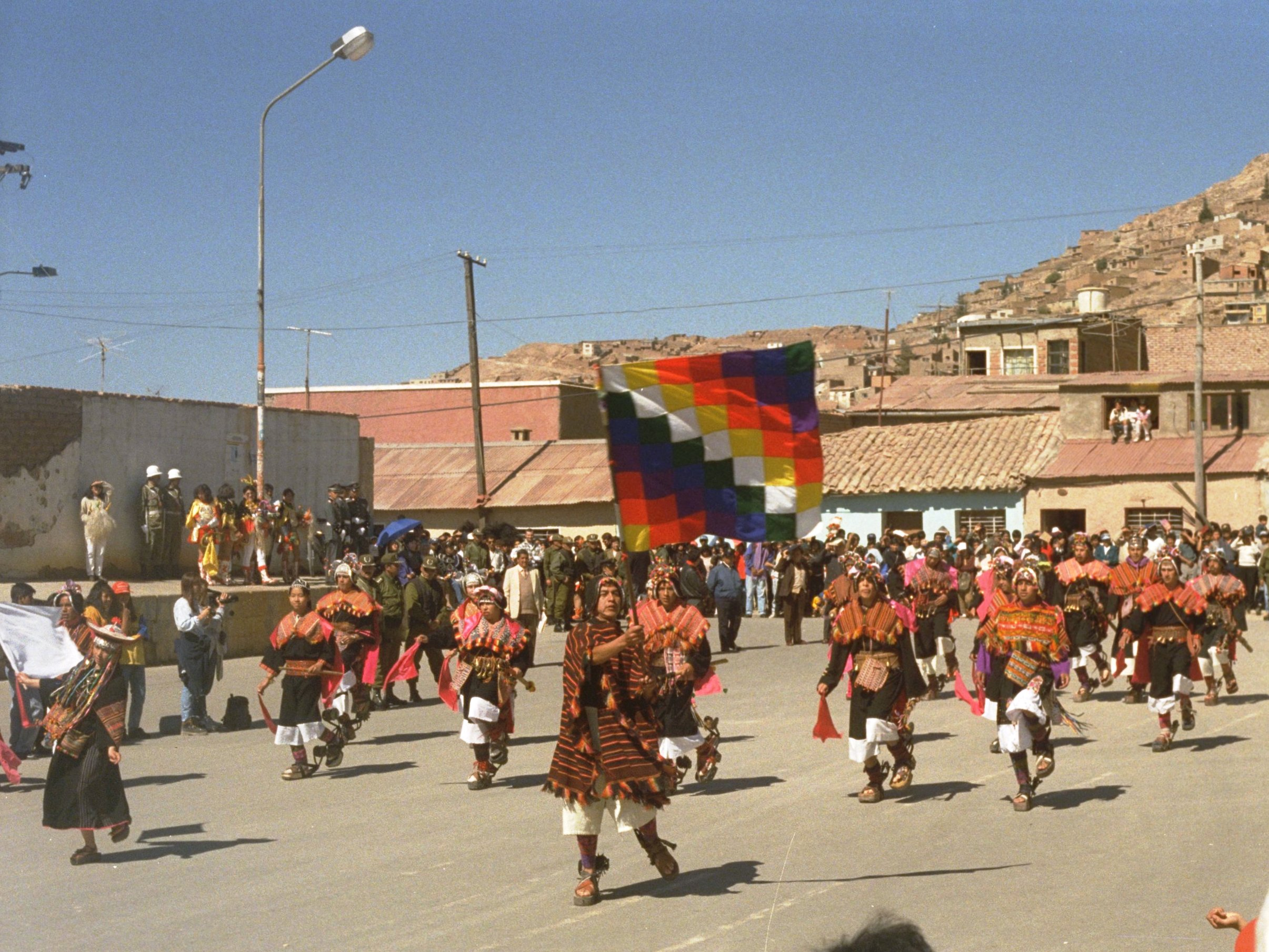
Парад в Оруро, Боливия

В Боливии випала используется как флаг андских народов в Боливии, а в последнее время иногда принимается амазонскими группами в политическом союзе.
Согласно Конституции Боливии 2009 года, випала является национальным символом Боливии и используется внутри страны в сочетании с государственным флагом, но не заменяя его.
Во время политических конфликтов в Боливии в 2019 году появились видеоролики, на которых боливийские полицейские срезали випалу со своей униформы. Она также был снята с некоторых правительственных зданий и сожжена протестующими, которые скандировали «Боливия принадлежит Христу!». Позже исполняющая обязанности президента Жанин Аньес осудила это как разрушение наследия коренных народов.

## Галерея

Випала Тупака Катари
Вариант випалы Тупака Катари